# Carlos Alberto Soriano
Carlos Alberto Soriano, nacido en San Salvador, en junio de 1970. Uno de los escritores jóvenes más interesantes en el panorama literarario salvadoreño. Poeta y narrador. Diseñador Gráfico y Traductor. Integró varios talleres literarios en los duros tiempos del conflicto bélico de El Salvador. Su prosa se caracteriza por el toque lírico que le imprime y por la alta calidad de su narrativa que le ha merecido varios premios locales e internacionales.
El escritor Carlos Alberto Soriano, de 41 años, falleció el pasado viernes (16 de diciembre de 2011) rodeado de sus familiares y seres queridos tras una larga enfermedad crónica que lo mantuvo en cama los últimos meses.
Durante una entrevista concedida en marzo de 2010 a un medio local, Soriano afirmó sobre su futuro como escritor: "quiero extender mis alas y volar hasta donde pueda".
Dejó muchas obras inéditas.

## Su trayectoria
Ha publicado en los suplementos literarios de los principales periódicos de su país y también publicó algunos de sus relatos en la revista argentina "Moriana".
Ha participado de muchos congresos literarios centroamericanos en varios países del istmo, al lado de plumas consagradas del área, destacando sus ponencias e intervenciones por la dureza y el sentido común con que ataca los problemas sociales, producto de los fallidos modelos económicos y sociales vigentes.
Su primera novela publicada "Angeles Caídos" (Editorial Lis, San Salvador, 2005) contó con el apadrinamiento del reconocido escritor salvadoreño Manlio Argueta, y además ha recibido el visto bueno de la crítica de su país y de otros países de la región, por la forma abierta y humana de tratar el tema de la homosexualidad, alejada por completo de la visión pintoresca que siempre se ha manejado sobre el mismo.
En abril de 2006 ganó con la novela "Listones de Colores" (Universidad Tecnológica de Panamá, 2006) el prestigioso Premio Centroamericano de Literatura "Rogelio Sinán". El jurado alabó esta novela "... por tratarse de una obra bien estructurada, con un interesante desarrollo de una historia narrada a varias voces que aclaran o contradicen el relato previo. Aparece la locura, la violencia y las drogas, las maras o pandillas. Los monólogos interiores están hechos con lenguaje rico y los diálogos entreverados tienen otro tono que permite advertir el léxico real".
La Dirección de Publicaciones e Impresos de Concultura publicó una selección de sus relatos bajo el título "Vaivén" en octubre de 2007, donde destacan varios de ellos por la agudeza con que describe situaciones y perfila personajes. Un libro de corte mágico, según el prólogo del mismo, donde los personajes fluctúan entre fantasía y realidad.
- Datos: Q5749595